# Heather Locklear
Heather Deen Locklear (Los Angeles, Kalifornia, 1961. szeptember 25. –) amerikai színésznő. 
Legismertebb alakítása Amanda Woodward volt a Melrose Place (1993–1999) című sorozatban, mellyel négy egymást követő évben jelölték Golden Globe-díjra. Emlékezetesebb szereplései voltak a Dinasztia (1981–1989), a T. J. Hooker (1982–1986) és a Kerge város (1999–2002) című sorozatokban – utóbbival újabb két Golden Globe-jelölést szerzett. Feltűnt a Vérmes négyes (2012–2013) és a Franklin és Bash (2013) című tévéműsorokban is.
Filmjei közé tartozik a Tűzgyújtó (1984), a Pénz beszél (1997), a Bolondos dallamok – Újra bevetésen (2003) és A tökéletes pasi (2005).

## Magánélete
Első férje Tommy Lee volt, akitől hét év után, 1993-ban elvált. Rá egy évre, 1994. december 18-án hozzáment Richie Sambora zenészhez. 1997. október 3-án született meg kislányuk, Ava-Elizabeth Sambora. Házasságuk 2006-ban véget ért. 
A színésznő Jack Wagner színésszel él, akit a Melrose Place forgatásán ismert meg. A barátság 2007 márciusában szerelemmé változott, Wagner 2008 júliusában megkérte Heather kezét. 

## Filmográfia

### Film
| Év   | Magyar cím                         | Eredeti cím                  | Szerep                           | Magyar hang      |
| ---- | ---------------------------------- | ---------------------------- | -------------------------------- | ---------------- |
| 1984 | Tűzgyújtó                          | Firestarter                  | Victoria 'Vicky' Tomlinson McGee | Biró Anikó       |
| 1984 | Tűzgyújtó                          | Firestarter                  | Victoria 'Vicky' Tomlinson McGee | Czirják Csilla   |
| 1989 | A mocsárlény visszatér             | The Return of Swamp Thing    | Abigail "Abby" Arcane            | Kiss Erika       |
| 1991 | A nagy fogás                       | The Big Slice                | Rita                             | Biró Anikó       |
| 1993 | Wayne világa 2.                    | Wayne's World 2              | önmaga (cameoszerep)             |                  |
| 1996 | Elvált nők klubja                  | The First Wives Club         | Sharon Griffin (cameoszerep)     | nem szólal meg   |
| 1997 | Kettős bűnjel                      | Double Tap                   | Katherine Hanson ügynök          |                  |
| 1997 | Pénz beszél                        | Money Talks                  | Grace Cipriani                   | Prókai Annamária |
| 1997 | Pénz beszél                        | Money Talks                  | Grace Cipriani                   | Biró Anikó       |
| 2003 | Bolondos dallamok – Újra bevetésen | Looney Tunes: Back in Action | Dusty Tails                      | Agócs Judit      |
| 2003 | Nagydumás kiscsajok                | Uptown Girls                 | Roma Schleine                    | Incze Ildikó     |
| 2005 | A tökéletes pasi                   | The Perfect Man              | Jean Hamilton                    | Biró Anikó       |
| 2006 |                                    | Game of Life                 | Irene                            |                  |
| 2009 |                                    | Flying By                    | Pamela                           |                  |
| 2013 | Horrorra akadva 5.                 | Scary Movie 5                | Barbara                          |                  |

### Televízió
| Év        | Magyar cím                   | Eredeti cím                 | Szerep                                   | Megjegyzések                                           |
| --------- | ---------------------------- | --------------------------- | ---------------------------------------- | ------------------------------------------------------ |
| 1980      |                              | CHiPs                       | tinédzser                                | 1 epizód                                               |
| 1981      |                              | 240-Robert                  | Jean                                     | 1 epizód                                               |
| 1981      |                              | Eight is Enough             | Ingrid                                   | 1 epizód                                               |
| 1981      |                              | Twirl                       | Cherie Sanders                           | tévéfilm                                               |
| 1981–1989 | Dinasztia                    | Dynasty                     | Sammy Jo Carrington                      | 128 epizód                                             |
| 1982      |                              | Fantasy Island              | Lorraine Wentworth                       | 1 epizód                                               |
| 1982      |                              | Matt Houston                | Cindy McNichol                           | 1 epizód                                               |
| 1982–1983 |                              | The Fall Guy                | June Edwards / Paige Connally            | 2 epizód                                               |
| 1982–1986 | T. J. Hooker                 | T. J. Hooker                | Stacy Sheridan rendőr                    | - főszereplő (84 epizód - magyar hangja: - Orosz Anna  |
| 1983      | Meghökkentő mesék            | Tales of the Unexpected     | Pat Ward                                 | 1 epizód                                               |
| 1983      |                              | Hotel                       | Miranda Harding                          | 1 epizód                                               |
| 1983      | Szerelemhajó                 | The Love Boat               | Patti Samuels                            | 1 epizód                                               |
| 1984      |                              | City Killer                 | Andrea McKnight                          | tévéfilm                                               |
| 1988      |                              | Rock 'n' Roll Mom           | Darcy X                                  | tévéfilm                                               |
| 1990      | A nagy amerikai szexbotrány  | Jury Duty: The Comedy       | Rita Burwald                             | - tévéfilm - magyar hangja: - Biró Anikó               |
| 1990      | Férjvadászok                 | Rich Men, Single Women      | Tori                                     | - tévéfilm - magyar hangja: - Pápai Erika              |
| 1990–1991 |                              | Going Places                | Alexandra "Alex" Burton                  | főszereplő (19 epizód)                                 |
| 1991      |                              | Dynasty: The Reunion        | Sammy Jo Carrington                      | minisorozat (2 epizód)                                 |
| 1991      |                              | Her Wicked Ways             | Melody Shepherd                          | tévéfilm                                               |
| 1992      | Batman: A rajzfilmsorozat    | Batman: The Animated Series | Lisa Clark (hangja)                      | 1 epizód                                               |
| 1992      | Halálbiztos állás            | Body Language               | Betsy                                    | tévéfilm                                               |
| 1992      |                              | Highway Heartbreaker        | Alex                                     | tévéfilm                                               |
| 1992      |                              | Illusions                   | Jan Sanderson                            | tévéfilm                                               |
| 1993–1999 | Melrose Place                | Melrose Place               | Amanda Woodward                          | - főszereplő (199 epizód) - koproducer (28 epizód)     |
| 1993      |                              | Fade to Black               | Victoria                                 | tévéfilm                                               |
| 1995      | Texasi igazság               | Texas Justice               | Priscilla Davis                          | - tévéfilm - magyar hangja: - Biró Anikó               |
| 1996      |                              | Shattered Mind              | Suzy / Bonnie / Ginger / Victoria / D.J. | tévéfilm                                               |
| 1997      |                              | Muppets Tonight             | önmaga                                   | 1 epizód                                               |
| 1999–2002 | Kerge város                  | Spin City                   | Caitlin Moore                            | - főszereplő (71 epizód) - magyar hangja: - Biró Anikó |
| 2000      | Texas királyai               | King of the Hill            | Peggy Donovan (hangja)                   | 1 epizód                                               |
| 2002      | Ally McBeal                  | Ally McBeal                 | Nicole Naples                            | 1 epizód                                               |
| 2002      | Dokik                        | Scrubs                      | Julie Keaton                             | 2 epizód                                               |
| 2003      |                              | Once Around the Park        | Alex Wingfield                           | tévéfilm                                               |
| 2004      | Két pasi – meg egy kicsi     | Two and a Half Men          | Laura Lang                               | 1 epizód                                               |
| 2004–2005 |                              | LAX                         | Harley Random                            | - főszereplő (13 epizód) - producer (12 epizód)        |
| 2005      | Boston Legal – Jogi játszmák | Boston Legal                | Kelly Nolan                              | 2 epizód                                               |
| 2006      |                              | Women of a Certain Age      | Barb                                     | tévéfilm                                               |
| 2007      | Nora Roberts: Bukott angyal  | Angels Fall                 | Reese Gilmore                            | - tévéfilm - magyar hangja: - Biró Anikó               |
| 2007      |                              | Hannah Montana              | Heather Truscott                         | 1 epizód                                               |
| 2007      | Egy kapcsolat szabályai      | Rules of Engagement         | Barbara                                  | - 2 epizód - magyar hangja: - Böhm Anita               |
| 2007      |                              | See Jayne Run               | Jayne Doherty                            | 1 epizód                                               |
| 2008      | Egy negyvenes nő és a flört  | Flirting with Forty         | Jackie Laurens                           | - tévéfilm - magyar hangja: - Kökényessy Ági           |
| 2009–2010 | Melrose Place                | Melrose Place               | Amanda Woodward                          | 8 epizód                                               |
| 2011      |                              | He Loves Me                 | Laura                                    | tévéfilm                                               |
| 2012–2013 | Vérmes négyes                | Hot in Cleveland            | Chloe                                    | - 3 epizód - magyar hangja: - Götz Anna                |
| 2013      | Franklin és Bash             | Franklin & Bash             | Rachel King                              | főszereplő (10 epizód)                                 |
| 2016      | The Game of Love             | The Game of Love            | Frankie                                  | - tévéfilm - magyar hangja: - Biró Anikó               |
| 2016–2017 |                              | Too Close to Home           | Katelynn Christian First Lady            | visszatérő szereplő (8 epizód)                         |
| 2017      | Amerika Huangjai             | Fresh Off the Boat          | Sarah                                    | 1 epizód                                               |

## Fontosabb díjak és jelölések
| Év   | Díj              | Kategória                                           | Jelölt mű              | Eredmény |
| ---- | ---------------- | --------------------------------------------------- | ---------------------- | -------- |
| 1989 | Arany Málna díj  | Legrosszabb női főszereplő                          | A mocsárlény visszatér | Elnyerte |
| 1994 | Golden Globe-díj | Legjobb női főszereplő (drámasorozat)               | Melrose Place          | Jelölve  |
| 1995 | Golden Globe-díj | Legjobb női főszereplő (drámasorozat)               | Melrose Place          | Jelölve  |
| 1996 | Golden Globe-díj | Legjobb női főszereplő (drámasorozat)               | Melrose Place          | Jelölve  |
| 1997 | Golden Globe-díj | Legjobb női főszereplő (drámasorozat)               | Melrose Place          | Jelölve  |
| 2000 | Golden Globe-díj | Legjobb női főszereplő (zenés vagy vígjátéksorozat) | Kerge város            | Jelölve  |
| 2002 | Golden Globe-díj | Legjobb női főszereplő (zenés vagy vígjátéksorozat) | Kerge város            | Jelölve  |

## Érdekességek
- Televíziós történelmet írt amikor az 1980-as években egyszerre két tv-sorozatban (TJ Hooker és a Dinasztia) játszott főszerepet.
- Heather Locklear több reklámban szerepelt. A legismertebb a L'OREAL reklám
- A Született feleségek producerei először Heathernek ajánlották fel Suzan szerepét, azonban miután ő azt visszautasította, szerep Teri Hatcheré lett.
- Az USA-ban őt tartják a legnépszerűbb színésznőnek.
- Az 1980-as években Tom Cruise barátnője volt.

## Fordítás
- Ez a szócikk részben vagy egészben  a   Heather Locklear című angol Wikipédia-szócikk fordításán alapul.  Az eredeti cikk szerkesztőit annak laptörténete sorolja fel. Ez a jelzés csupán a megfogalmazás eredetét és a szerzői jogokat jelzi, nem szolgál a cikkben szereplő információk forrásmegjelöléseként.